# 印度側帶小公魚
印度側帶小公魚（学名：Stolephorus indicus）又稱印度小公魚，俗名魩仔、白骨鱙，為輻鰭魚綱鯡形目鯡亞目鳀科的一個種。

## 分布
本魚廣泛分布印度西太平洋區，包括東非、印度、台灣、波斯灣、模里西斯、馬達加斯加、美屬薩摩亞、澳洲北部、大溪地、印尼、日本南部、菲律賓等海域。

## 深度
水深20至50公尺。

## 特徵
本魚體長卵形。腹緣僅喉峽部與腹鰭之間有稜鱗。臀鰭起點在背鰭基底下方。背鰭前方無小棘。上頷後端前鰓蓋骨前緣。腹緣稜鱗4至5枚。體灰白色，體側中部具有一銀白色縱帶。頭部及背面灰黑，後方具一青色斑。背鰭、尾鰭為淡青色。其餘各鰭半透明。背鰭軟條15至17枚；臀鰭軟條18至21枚。體長可達15公分。

## 生態
本魚為近海中上層小型魚。群游性。以濾食浮游生物為生。

## 經濟利用
食用魚，新鮮時可清蒸，或曬成魚乾。